# 魔!淀川キャッチボール部
『魔!淀川キャッチボール部』（ま よどがわキャッチボールぶ）は、2017年12月11日から大阪チャンネルで配信されているインターネットドラマ。全7話。

## ストーリー
リエ、さゆり、ひろこのニート女子3人は、ある日、淀川河川敷で元阪神タイガースの選手と自称する男・上柳と出会う。上柳とのコミュニケーションでキャッチボールの虜になった3人は『淀川キャッチボール部』を結成。そこから予期せぬ騒動に巻き込まれていく・・・。

## キャスト
リエ
演 - 城恵理子（NMB48）
ゲーム下手のゲーマー。
さゆり
演 - 谷川愛梨（NMB48)
あの手この手でネット配信をしているが、視聴者数が伸びない配信者。
ひろこ
演 - 川上千尋（NMB48)
バイトに必死なフリーター。
上柳
演 - 角田貴志
自称元プロ野球選手（阪神）。
フルジョウ
演 - 土佐和成
高級車好き。上柳とはルームメイト。
オマーリ
演 - 石田剛太
金髪の外人。

## スタッフ
- 監督：諏訪雅（ヨーロッパ企画)

## 配信日程
| 話数  | 配信開始日     | サブタイトル                               |
| ----- | -------------- | ------------------------------------------ |
| 第1話 | 2017年12月11日 | あのころ、私たちはキャッチボールをしていた |
| 第2話 | 2017年12月18日 | そして、私たちはキャッチボール部を結成する |
| 第3話 | 2017年12月25日 | 魔の1番ボード                              |
| 第4話 | 2018年1月1日   | 暴虐キャッチボールズ                       |
| 第5話 | 2018年1月8日   | 魔球キャッチボール                         |
| 第6話 | 2018年1月15日  | 未知との遭遇                               |
| 第7話 | 2018年1月22日  | 最後のキャッチボール                       |